# Саут-Крік (Вашингтон)
Саут-Крік (англ. South Creek) — переписна місцевість (CDP) в США, в окрузі Пірс штату Вашингтон. Населення — 2519 осіб (2020).

## Географія
Саут-Крік розташований за координатами 46°59′58″ пн. ш. 122°23′25″ зх. д. / 46.99944° пн. ш. 122.39028° зх. д. (46.999323, -122.390253).  За даними Бюро перепису населення США в 2010 році переписна місцевість мала площу 20,05 км², з яких 20,03 км² — суходіл та 0,02 км² — водойми.

## Демографія
Згідно з переписом 2010 року, у переписній місцевості мешкало 2507 осіб у 932 домогосподарствах у складі 714 родин. Густота населення становила 125 осіб/км².  Було 989 помешкань (49/км²).
Расовий склад населення:
| - 90,9 % — білих - 1,4 % — корінних американців - 1,4 % — чорних або афроамериканців - 0,7 % — азіатів - 0,4 % — вихідців з тихоокеанських островів - 1,2 % — осіб інших рас |

До двох чи більше рас належало 3,9 %. Частка іспаномовних становила 5,7 % від усіх жителів.
За віковим діапазоном населення розподілялося таким чином: 21,1 % — особи молодші 18 років, 66,7 % — особи у віці 18—64 років, 12,2 % — особи у віці 65 років та старші. Медіана віку мешканця становила 45,2 року. На 100 осіб жіночої статі у переписній місцевості припадало 106,7 чоловіків;  на 100 жінок у віці від 18 років та старших — 103,5 чоловіків також старших 18 років.
Середній дохід на одне домашнє господарство  становив 69 557 доларів США (медіана — 47 292), а середній дохід на одну сім'ю — 68 741 долар (медіана — 57 344). За межею бідності перебувало 2,0 % осіб, у тому числі 0,0 % дітей у віці до 18 років та 0,3 % осіб у віці 65 років та старших.
Цивільне працевлаштоване населення становило 1228 осіб. Основні галузі зайнятості: освіта, охорона здоров'я та соціальна допомога — 20,2 %, мистецтво, розваги та відпочинок — 16,2 %, науковці, спеціалісти, менеджери — 13,4 %, виробництво — 13,1 %.